# Eroc

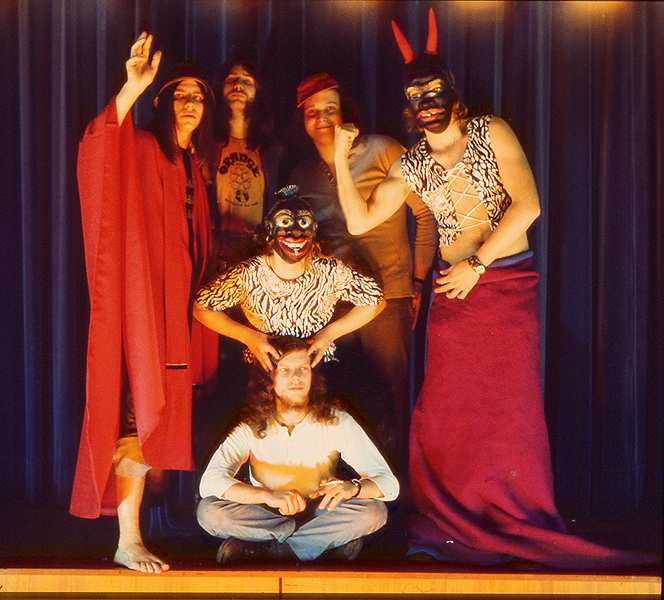
Rockband Grobschnitt um 1974, von links stehend: Lupo, Eroc, Wildschwein, McPorneaux, sitzend: Mist, darüber Toni Moff Mollo

Eroc (* 15. November 1951 in Weimar; richtiger Name Joachim Heinz Ehrig) ist ein deutscher Musiker und Musikproduzent. 

## Biografie
Ab 1954 in Oberhausen und ab 1961 in Hagen (Westfalen) aufgewachsen, machte Ehrig nach der mittleren Reife zunächst eine Ausbildung als Chemielaborant, bevor er sich 1970 ganz der Musik zuwandte.
Er begann 1966 als Schlagzeuger der Hagener Schülerband The Crew, bei der bereits zwei Mitglieder seiner späteren Formation Grobschnitt dabei waren. Die Crew löste sich 1969 auf. 1971 startete er dann als einer von zwei Schlagzeugern seine Rockband Grobschnitt, war aber zugleich auch immer Toningenieur und Soundbastler der Band. Für die Konzerte, die im Showformat aufgebaut waren, entwickelte er kurze Einlagen und elektronische Effekte. Da er außerdem mehrere Instrumente wie Keyboard und Gitarre beherrscht, machte er daraus ein eigenes Musikprojekt und nahm nebenher diverse eigene Stücke im Overdubverfahren (alle Instrumente selbst eingespielt) auf. 1975 erschien sein erstes Soloalbum Eroc und bereits im Jahr darauf Eroc 2, ersteres wegweisend in der frühen Synthesizermusik, das zweite als „Film für die Ohren“ mehr am Spaß und Klamauk von Grobschnitt orientiert.
Das bekannteste Stück von Eroc, der Instrumentaltitel Wolkenreise, entstand 1978 als Hintergrundmusik zu einem Schauspiel der Band, das seinerzeit die Konzerte eröffnete. Nachdem es dann 1979 auf dem Album Eroc 3 erschienen war, entwickelte sich die eingängige, gelöste Melodie mit Akkordeon zum Radiohit (32 Wochen in den Airplay-Charts). Wolkenreise wurde als Single veröffentlicht und erreichte Platz 32 der deutschen Charts. Es war der einzige Singleerfolg von Eroc oder Grobschnitt. Ehrig wandte sich gegen die CD-Publikation von Eroc 3 durch Metronome bzw. Universal, unterlag aber 2002 vor dem Bundesgerichtshof.
1982 erschien Eroc 4 und im Juni 1983 verließ Ehrig, der danach die Studioarbeit den Bühnenauftritten vorzog, die Band Grobschnitt. Neben seinem Soloprojekt, das 1987 die fünfte und letzte Solo-LP Changing Skies hervorbrachte, verlegte er sich auf die Musikproduktion. So war er 1982 an der Gründung des Woodhouse Studios in Dortmund (später Hagen) beteiligt und produzierte dort unter anderem erfolgreich Phillip Boa und The Inchtabokatables.
In den späten 1990ern entwickelt er sich zum Spezialisten für das Remastering, das Korrigieren und Verbessern alter Aufnahmen, zum Beispiel von den Yardbirds, Hawkwind, Procol Harum oder den Tornados. Das Gesamtwerk von Grobschnitt bis zur Auflösung 1989 und seine eigenen Werke erschienen ab 2001 in von ihm nachbearbeiteten Versionen.
Besonders verbunden ist Joachim Ehrig mit dem Wuppertaler Experimentalgitarristen Hans Reichel. Bereits 1972 produzierte er dessen Debütalbum Wichlinghauser Blues in seinem "Heimstudio" in Hagen und seitdem zahlreiche weitere Alben. Sie nahmen auch gemeinsam Musik auf, die 1986 zur LP Kino führte (Goldbroiler und Ehrlichmann). 1997 erschien eine überarbeitete CD-Version mit zusätzlichen Stücken unter dem Titel The Return of Onkel Boskopp. Bei dem namensgebenden Stück Onkel Boskopp handelt es sich jedoch um die ursprüngliche, 1:40 min längere Version. Bei der LP-Version wurde zugunsten der Klangqualität (keine Seite wesentlich länger als 19 Minuten) Onkel Boskopp auf 8:25 min gekürzt und mit einem anderen Schluss versehen.
Eine Rückkehr von Eroc auf die Bühne fand 1998 und nochmals 1999 beim Elektronik-Festival Eurosonic in Schweden statt. Daraus resultierte auch das Album Eurosonic Experiences zusammen mit Urs Fuchs und Stefan Wiesbrock, zwei Musikern der Band Farfarello.
2008 erschien das Best-of-Album Wolkenreise mit zahlreichen bislang unveröffentlichten Bonus-Tracks. Im Januar 2010 stand Eroc nach 27 Jahren erstmals wieder als Schlagzeuger auf der Bühne. Im Kultopia in Hagen spielte er mit der Band The Brothers (für die er ebenfalls einige Alben produziert hat) anlässlich ihres 30-jährigen Bestehens ein paar Oldies aus den 1960ern.
Seit 2007 veröffentlicht Eroc von ihm selbst mitgeschnittene und nachbearbeitete Grobschnitt-Auftritte auf seinem Label Silver Mint Records als CDs, die allerdings nur im Abonnement zu haben sind. Bisher sind etwa 80 solcher CDs erschienen.
Ehrig lebt heute in Breckerfeld und ist selbstständig als Tonmeister tätig.

## Instrumente
Zu seinen Zeiten bei Grobschnitt spielte Eroc ein Schlagzeug der Marke Premier, später Pearl in einer Konfiguration mit Bass Drum, drei Hänge-Toms, Stand-Tom und Snare.

## Diskografie
- Eroc (1975)
- Eroc 2 (1976)
- Eroc 3 (1979)
- Eroc 4 (1982)
- Wolkenreise (Best of, 1983)
- Changing Skies (1987)
- Eroc's Wolkenreisen (Best of, 1998)
- Wolkenreise (Best of, 2008)
- Wolkenreise II (2012)

mit Hans Reichel
- Kino (1986)
- The Return of Onkel Boskopp (1997)

mit Urs Fuchs und Stefan Wiesbrock
- Eurosonic Experiences (1999)